# Драгана Мркић
Драгана Мркић (Београд, 23. јануар 1966) српска је глумица.

## Биографија
Драгана Мркић је глуму дипломирала на Факултету драмских уметности у Београду 1987. године.

## Филмографија
| Год.     | Назив                            | Улога               |
| -------- | -------------------------------- | ------------------- |
| 1970.-те |                                  |                     |
| 1971.    | Домовина у песмама               |                     |
| 1980.-те |                                  |                     |
| 1987.    | Официр с ружом                   | Љиљана Матић        |
| 1988.    | Четрдесет осма — Завера и издаја | Иванка              |
| 1989.    | Искушавање ђавола                | Јелка               |
| 1990.-те |                                  |                     |
| 1990.    | Вештачки рај                     |                     |
| 1991.    | Српски рулет                     |                     |
| 1991.    | Гњурац                           | Оља Поповић         |
| 1994.    | Вечита славина                   | Тина                |
| 1995.    | Снови од шперплоче               |                     |
| 1996.    | Мали кућни графити (серија)      | Анђелка             |
| 1996.    | Сложна браћа                     | Тајанствена Жаклина |
| 2000.-те |                                  |                     |
| 2000.    | Горски вијенац                   | Сестра Батрићева    |
| 2002.    | Хотел са 7 звездица (ТВ серија   |                     |
| 2005.    | Поглед са Ајфеловог торња        | Маријанина мајка    |
| 2008.    | Гледај ме                        |                     |
| 2010.-те |                                  |                     |
| 2010.    | Тилва Рош                        |                     |